# Liste des incidents de sécurité impliquant Mahathir Mohamad

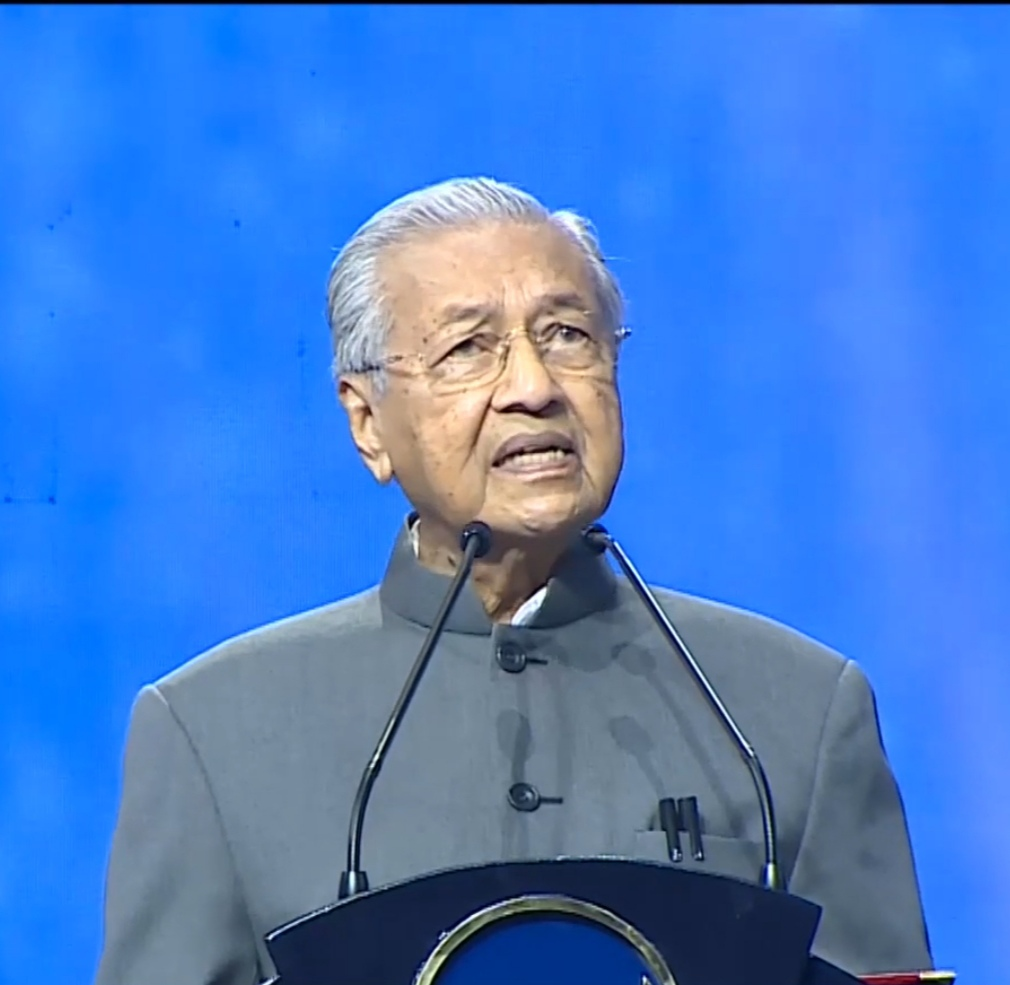
Mahathir Mohamad en 2022

Mahathir Mohamad, le premier ministre de Malaisie ayant exercé le plus longtemps, a fait face à de multiples menaces à sa sécurité tout au long de sa carrière politique. Ces incidents incluent des alertes à la bombe, des menaces de mort, des tentatives d'assassinat et des attaques physiques. Si certains n’étaient que de simples canulars, d’autres impliquaient de véritables tentatives contre sa vie par des extrémistes politiques et des groupes terroristes. Cet article documente les incidents de sécurité notables impliquant Mahathir tout au long de sa carrière politique.

## Années 1970
En novembre 1979, Mahathir est resté calme lors d'une alerte à la bombe au ministère du Commerce et de l'Industrie situé à Jalan Duta, Kuala Lumpur. Alors que de nombreux employés évacuaient le bâtiment de 15 étages, Mahathir et son personnel sont restés sur place. Cet incident était la deuxième menace de ce type qu’il subissait, une alerte similaire ayant eu lieu deux ans plus tôt à la Federal House de Jalan Kinabalu. Dans les deux cas, la police a été alertée, et les unités de déminage ont minutieusement fouillé les locaux. Aucune bombe n’a été trouvée et les situations ont été résolues sans incident.

## 1984
Le 11 septembre 1984, Bernama a rapporté que des extrémistes du PAS avaient formé un groupe visant à assassiner Mahathir. Le rapport, basé sur des sources du renseignement, affirmait qu’un dirigeant du PAS de Kedah avait établi une liste de cinq figures de l’UMNO à assassiner au nom de l’application de la loi islamique. Mahathir a ensuite déclaré qu'il avait entendu des rumeurs selon lesquelles le PAS aurait formé un groupe pour tuer des dirigeants de l’UMNO, mais qu'il ne disposait d’aucune preuve concrète,.

## 1988
En 1988, Zainon Ismail, plus connu sous le pseudonyme CN Afghani, a élaboré un plan pour assassiner Mahathir. À l'époque, Zainon était le chef de la jeunesse du PAS de Padang Terap et était influencé par l’*Amanat Hadi*, un discours controversé du président du PAS, Abdul Hadi Awang, en 1981, qui qualifiait les membres de l’UMNO d’infidèles. Le plan visait à accélérer l’établissement d’un État islamique, le processus électoral étant jugé trop lent. Il comprenait une liste de ministres à éliminer et un cabinet fantôme prêt à remplacer le gouvernement du Barisan Nasional, avec Hadi envisagé comme Premier ministre. Toutefois, le plan a été découvert par les autorités, entraînant l'arrestation de 30 personnes impliquées.
Le 3 avril 2013, Zainon Ismail a rencontré Mahathir pour lui présenter des excuses pour son projet d’assassinat de 1988. Mahathir a déclaré qu'il acceptait ces excuses avec un cœur ouvert et appréciait la reconnaissance des erreurs passées.

## 1999
Le 19 mars 1999, le vice-ministre du Département du Premier ministre, Ibrahim Ali, a déposé un rapport de police concernant une cassette qui aurait incité à assassiner Mahathir et d'autres dirigeants de l'UMNO. Le représentant de Mahathir, Osman Aroff, a également reçu un appel contenant une menace de mort,.
Après la déclaration d'Ibrahim Ali, la police a interrogé six personnes afin d’aider à l’enquête sur la cassette. L’enquête visait à identifier la source, l’orateur et les responsables de la production et de la distribution de la cassette, tout en prenant des mesures pour empêcher sa diffusion afin de préserver la sécurité nationale.

## 2006
Le 28 juillet 2006, Mahathir a été attaqué avec un spray au poivre à l’aéroport Sultan Ismail Petra (aéroport de Kota Bharu) dans le Kelantan alors qu'il arrivait pour une réunion publique. Entouré d’environ 1 000 partisans en liesse à son arrivée à l’aéroport, un assaillant non identifié lui a projeté du spray au poivre à partir d’un aérosol, provoquant des difficultés respiratoires temporaires. Mahathir s’est rapidement rétabli et n’a pas nécessité d’hospitalisation. L’incident a provoqué un chaos sur place.
Après l’attaque, le Premier ministre de l’époque, Abdullah Ahmad Badawi, a exprimé ses regrets et sa colère, soulignant que les responsables devaient être sévèrement punis. Il a également ordonné à la police d’agir rapidement pour résoudre l’affaire et éviter toute implication négative ou rumeur, notamment via Internet. Abdullah a aussi déclaré que tout membre de l’UMNO impliqué dans l’incident risquait l’expulsion du parti et la perte de ses fonctions.
Le chef adjoint de la police, Musa Hassan, a indiqué que l’attaque avait été déclenchée par un différend entre deux groupes de partisans de Mahathir sur les véhicules devant être utilisés pour son transport.
Le 9 août, l’homme d’affaires Nik Sapeia Nik Yusof a été inculpé en lien avec l’attaque. Le 14 janvier 2010, le tribunal de première instance de Kota Bharu l’a reconnu coupable et l’a condamné à six mois de prison. Cependant, en 2012, la Haute Cour a annulé la décision et l’a acquitté,.
Le 18 mars 2015, la Cour d’appel a confirmé l’acquittement de Nik Sapeia, accusé d’avoir aspergé Mahathir de spray au poivre en 2006.

## 2020
En janvier 2020, la police malaisienne a déjoué un complot d’un sympathisant de l'État islamique visant à assassiner Mahathir. Le suspect, Wan Amirul Azlan bin Jalaluddin, a avoué après son arrestation qu'il prévoyait d'attaquer Mahathir et d'autres responsables avec des couteaux ou des objets tranchants pour afficher son soutien à l'ISIS.